# NGC 735
NGC 735 é uma galáxia espiral (Sb) localizada na direcção da constelação de Triangulum. Possui uma declinação de +34° 10' 39" e uma ascensão recta de 1 horas, 56 minutos e 38,2 segundos.
A galáxia NGC 735 foi descoberta em 13 de Setembro de 1784 por William Herschel.